# Dinh thự Lư Gia
Dinh thự Lư Gia hay Dinh thự Lư Cửu (phồn thể: 盧家大屋; giản thể: 卢家大屋; bính âm: Lújiā Dàwū; tiếng Bồ Đào Nha: Casa de Lou Kau) là một ngôi nhà lịch sử nằm tại Sé, Ma Cao. Được xây dựng vào năm 1889, đây là một trong những di tích của "Khu lịch sử Ma Cao được UNESCO công nhận là Di sản thế giới từ năm 2005.

## Lịch sử
Tòa nhà được xây dựng vào khoảng năm 1889 với tư cách là nhà của Lư Hoa Thiệu, một thương gia nổi tiếng của Trung Quốc. Tòa nhà đã được liệt kê là một phần của khu lịch sử Ma Cao và là tài sản được bảo vệ vào năm 1992. Năm 2002, Cục Văn hóa Ma Cao bắt đầu bảo trì tòa nhà và cuối cùng đã được mở cửa ra mắt công chúng vào năm 2005.

## Mô tả
Nó được xây dựng theo kiến trúc Trung Quốc và trang trí theo phong cách Bồ Đào Nha. Đây là một tòa nhà hai tầng với ba sân được xây dựng bằng gạch xanh nung. Mặt tiền chính lõm vào so với hai bên là nơi có lối vào chính với một bức bình phong để chắn tà khí. Thiết kế của cửa sổ chịu ảnh hưởng của kiến trúc phương Tây.